# Баклановско језеро
Баклановско језеро (рус. Баклановское озеро) глацијално је језеро у централном делу Демидовског рејона, на северу Смоленске области, у европском делу Руске Федерације. Налази се на територији националног парка Смоленско појезерје. 
Површина језерске акваторије је 2,21 км². Са дубинама које варирају од 28 па до 33 метра најдубље је језеро на територији Смоленске области. Карактеришу га веома разуђене обале. Припада басену реке Каспље. 
Има статус споменика природе.